# Eulophus neomexicanus
Eulophus neomexicanus är en stekelart som först beskrevs av Girault 1917.  Eulophus neomexicanus ingår i släktet Eulophus och familjen finglanssteklar. Inga underarter finns listade i Catalogue of Life.